# Iben Skibsted Klæsøe
Iben Skibsted Klæsøe (født 22. november 1951) Mag.art., ph.d., er en dansk arkæolog og tidligere videnskabelig medarbejder på Saxo-Instituttet ved Københavns Universitet. Modtog Københavns Universitets guldmedalje i 1992 for besvarelsen af prisopgaven "En moderne kronologi for vikingetiden". Hun er en omfattende foredragsholder i Danmark. Hun er desuden også medredaktør på bladet Fund & Fortid. Har været menighedsrådsmedlem i Karlebo Sogn fra 2008-2024. Faglig konsulent på vægmalerierne i Ansgar Kirke, Ribe VikingeCenter.
Klæsøe har skrevet en række videnskabelige publikationer og fremstillinger af særligt den kristne indflydelse i vikingernes nordiske kunst og kultur fra orientalske, angelsaksiske og kontinentale traditioner.